# Almindelig guldøje
Almindelig guldøje (Chrysopa carnea) hører til den insektorden, der hedder netvinger. Guldøjen er meget almindelig i Danmark. Om sommeren imellem maj og oktober er dyrene fremme. De er inaktive om dagen, men de kommer frem i lune nætter, hvor de suger nektar af blomsterne. De lever dog også af bladlus og må derfor betegnes som nyttedyr. Som alle andre insekter tiltrækkes de af lys, så man kan ofte se dem flagre imod ruderne.

## Udseende
Guldøjer er nemme at kende, med de lange antenner, den græsgrønne farve og de fine lange ribbede vinger. Vingefanget er omkring 26-29 mm. Øjnene skinner som guld, hvis de ses i den rette belysning og har dermed givet insektet dets navn. Vingerne har et fint netværk af ribber, der vidner om at guldøjen tilhører netvingerne.

## Livscyklus
Om vinteren sætter de voksne guldøjer sig til overvintring ofte i uopvarmede rum. Når guldøjen har gjort sig klar til vinterdvalen skifter den farve fra græsgrøn til vissengul. Hvis rummet pludselig opvarmes vågner guldøjen fra sin dvale og hvis det sker midt på vinteren vil den dø, da det forhøjede stofskifte forbrænder dens depoter for hurtigt til at den kan klare den lange sultperiode. Vækkes guldøjen ikke i løbet af vinteren vågner den selv af forårets varme. Det er på denne tid man ofte kan finde guldøjer, der er narret af lyset fra et vindue og dermed er blevet fanget på indersiden af glasset. Hjælper du den ud i friheden har du sluppet et lille nytteinsekt ud, som vil sørge for at holde bladlusene nede den følgende sommer.
Når guldøjen er kommet ud af sin vinterdvale lægger den sine æg på planter. Æggene er ca. 1 mm lange, de sidder i klynger på små 5 mm lange tråde.
Larverne, som er rovdyr, lever af andre småinsekter, især bladlus. Derfor kaldes larverne også bladlusløver. Larverne minder en del om myreløven, som de da også er i familie med. Når larven er udvokset, måler den omkring 1 centimeter. Den har en stor fremadrettet tang til at gribe og udsuge byttet med. Når larven er udvokset, forpupper den sig, og efter forvandlingen kommer den voksne guldøje frem.